# True Blue (film, 1918)
Pour les articles homonymes, voir True Blue.
Pour plus de détails, voir Fiche technique et Distribution.
True Blue est un film muet américain réalisé par Frank Lloyd et sorti en 1918.

## Fiche technique
- Réalisation : Frank Lloyd
- Scénario : Frank Lloyd, d'après son histoire
- Chef-opérateur : William C. Foster
- Production : William Fox
- Durée : 60 minutes
- Date de sortie :
  - États-Unis : 5 mai 1918

## Distribution
- William Farnum : Bob McKeever
- Francis Carpenter : Bob, enfant
- Charles Clary : Gilbert Brockhurst
- Kathryn Adams : Ruth Merritt
- Genevieve Blinn : Lady Somerfield
- William Scott : Stanley Brockhurst
- Harry De Vere : Buck
- Barney Furey : Pedro
- G. Raymond Nye : Hank Higgins
- Marc Robbins : Henry Cottenham
- Jack Connolly : le secrétaire
- Adda Gleason : Mary Brockhurst
- Carrie Clark Ward : la femme de Buck
- Buck Jones : un cow-boy
- Madge Evans